# M15/42 (harckocsi)
A Fiat-Ansaldo M15/42 egy olasz közepes harckocsi volt, melyből az első darab 1943 januárjában készült el. Fegyverzete egy 47 mm-es löveg és négy 8 mm-es Breda 38 géppuska volt. Az eredeti olasz harckocsi-osztályozása a Carro Armato M 15/42 volt, ahol a „Carro Armato” harckocsit, az M (medio) közepes harckocsit jelenti, ezt követi a tonnában kifejezett tömege (15), illetve a elfogadtatási éve (1942).

## Műszaki jellemzők
A harckocsi az M13/40 és az M14/41 tökéletesítése volt. Erősebb motorral és a sivatagi körülményeknek jobban ellenálló légszűrőkkel látták el. A torony 360 fokban fordult és elektronikusan működött. A löveg egy korszerűbb 47 mm-es/40-es kaliberű, 20 fokos emelkedési és –10 fokos süllyedési szögű Cannone da 47/40 ágyúval rendelkezett. A fő löveg mellett 4 db 8 mm-es Breda 38 géppuskával is felszerelték, melyből egyik géppuskát a löveggel összekapcsolták, míg a másikat a torony tetejére szerelték fel és légvédelmi célokat szolgált. Lényeges változtatás volt, hogy a korábbi modellek dízelmotorjai, helyett benzinmotorral szerelték fel, ennek oka elsősorban a dízelolaj készletek súlyos hiánya volt. Mindezek ellenére már szolgálatba állításakor elavultnak bizonyult, hiszen 1943-ban egy ütőképes harckocsi már nem rendelkezhetett 75 mm-nél kisebb kaliberű ágyúval.

## Hadtörténet
Az 1943 szeptemberi olasz fegyverszünet megkötéséig 90 darabot gyártottak, melyeket a szövetségesekhez átálló olaszok az Ariete páncéloshadosztályban használtak a németek ellen Róma védelménél. Miután Olaszország jelentős része német megszállás alá került, a németek az olasz hadianyagot lefoglalták és a meglévő harckocsikon kívül még 28 M15/42-t gyártottak. Még 1943-ban felismerve az M15/42 elavultságát, Mussolini leállíttatta az M-sorozat gyártását és új alapokra helyezte az olasz harckocsihaderőt a nehézharckocsikból álló P-sorozattal (Pesante, azaz nehéz).

## Változatok
Az M15/42 alvázának felhasználásával a Semovente 75/34 rohamlöveg és a Semovente 105/25 harckocsiromboló került sorozatgyártásra, emellett készültek összekapcsolt géppuskákkal felszerelt légvédelmi változatok is.

## Külső hivatkozások
- M15/42 Medium Tanks wwiivehicles.com
- Carro M.15/42 comandosupremo.com
- M15/42 Archiválva 2012. július 28-i dátummal a Wayback Machine-ben onwar.com